# Спортинија (Торино)
Спортинија је насеље у Италији у округу Торино, региону Пијемонт.
Према процени из 2011. у насељу је живело 2 становника. Насеље се налази на надморској висини од 2137 м.